# Alpinia galanga
La galanga (Alpinia galanga (L.) Willd.) è una pianta erbacea della famiglia delle Zingiberaceae (la stessa famiglia dello zenzero e del cardamomo) originaria del sud-est asiatico.

## Denominazioni
In Indonesia la varietà maggiore è conosciuta come Laos mentre la varietà minore è denominata Kecur, Khaa in Thailandia e Laos, e Lengkaus in Malaysia.

## Descrizione

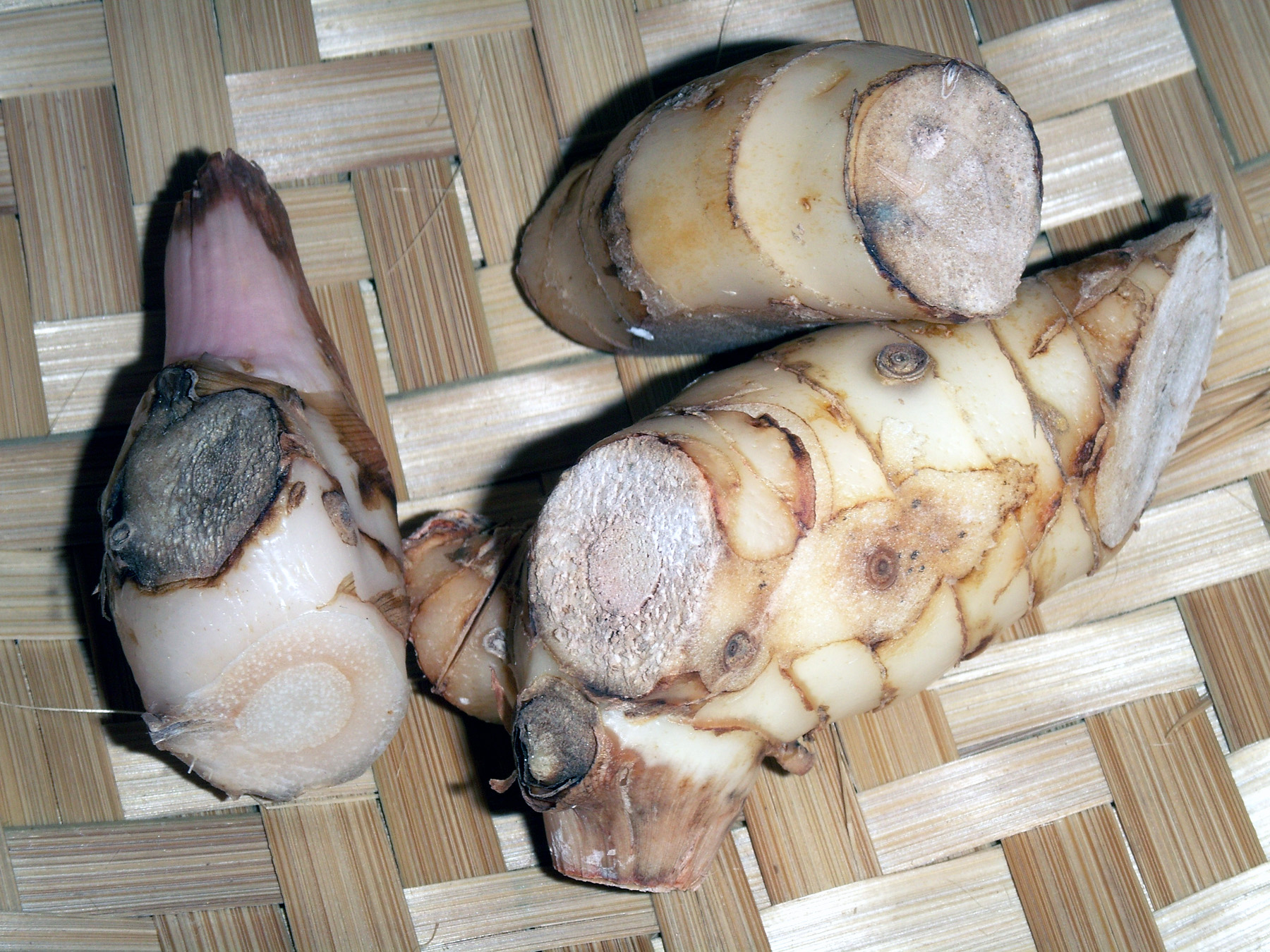
Rizomi di galanga.

La pianta cresce da rizomi in ciuffi di steli rigidi alti fino a 2 m con abbondanti foglie lunghe che portano frutti rossi. È una pianta perenne sempreverde. Il rizoma di questa pianta è utilizzata spesso in cucina. È apprezzato per il suo utilizzo nell'alimentazione e nella medicina tradizionale. Il rizoma ha un odore pungente e un sapore forte che ricorda gli agrumi, il pepe nero e gli aghi di pino. Le cultivar rosse e bianche sono spesso utilizzate in modo diverso, con le cultivar rosse principalmente medicinali e le cultivar bianche principalmente come spezia. Il frutto rosso è utilizzato nella medicina tradizionale cinese e ha un sapore simile al cardamomo.

## Storia
La galanga era conosciuta già nell'antico Egitto, e impiegata per fumigazioni. Venne introdotta in Europa nel medioevo, ma è andata col tempo in disuso al di fuori del sudest asiatico.

## Usi

### In cucina
È usata soprattutto in gastronomia come spezia per insaporire le pietanze, in particolare nella cucina tailandese e indonesiana, il suo rizoma ha un odore pungente e un gusto dolce. È uno degli ingredienti base delle zuppe thailandesi tom yam e tom kha kai. In Europa, nel medioevo, veniva utilizzata, insieme ad altre spezie, per la preparazione dell'Ippocrasso, un vino liquoroso speziato, molto apprezzato sia dal popolo che dagli aristocratici del tempo.

### In medicina
Nel sudest asiatico si prepara un tonico con succo di limetta e galanga grattugiata. È usata nella medicina orientale come rimedio per il catarro e altri problemi respiratori. I frutti sono impiegati nella medicina tradizionale cinese.

### Prodotti
Dal 1777 è uno degli ingredienti dell'amaro Petrus.